# Иванова, Римма Михайловна
Ри́мма Миха́йловна Ивано́ва (15 (27) июня 1894, Ставрополь-Кавказский — 9 (22) сентября 1915, близ села Мокрая Дубрава, Пинский уезд, Минская губерния) — русская сестра милосердия, участница Первой мировой войны, кавалер ордена Святого Георгия IV степени (посмертно). Третья в истории Российской империи женщина-кавалер ордена Святого Георгия; единственная женщина, посмертно награждённая орденом IV степени. Почётный гражданин города Ставрополя (2016). До начала Первой мировой войны работала учительницей земского училища в Ставропольской губернии.
После начала Первой мировой войны Римма Иванова записалась на курсы сестёр милосердия, устроившись работать в одном из тыловых госпиталей, но при этом стремилась попасть на передовую. В дальнейшем она служила сестрой милосердия в составе 83-го Самурского пехотного полка, а позже — в составе 105-го Оренбургского пехотного полка, оказывая помощь раненым непосредственно на передовой. 9 сентября 1915 года во время боёв у деревни Мокрая Дубрава 10-я рота, в которой служила Римма, потеряла убитыми командира и всех офицеров. Римма лично повела солдат в атаку, что позволило русским занять немецкие окопы, но в ходе боя Римма получила смертельное ранение.
За совершённый подвиг Римма Михайловна Иванова указом императора Николая II в порядке исключения была награждена орденом Святого Георгия IV степени. Её имя широко увековечивалось в Ставрополе, но после революции было предано забвению и только в годы Перестройки снова стало известно общественности. В наши дни память Риммы Ивановой увековечена не только в Ставрополе, но и в других городах Ставропольского края и за его пределами.

## Происхождение и ранние годы
Римма Михайловна Иванова родилась 15 июня 1894 года в семье казначея Ставропольской духовной консистории коллежского асессора Михаила Ивановича Иванова и его жены Елены Никаноровны Ивановой (Данишевской). Крещена 17 июня в Ставропольском Троицком соборе отцом Сергием (Орловым) с диаконом Крастилевским; своё имя получила в честь великомученика Риммы, ученика Андрея Первозванного. Отец Риммы, Михаил Иванович, «за отлично-усердную службу и особые труды» был награждён орденом Святого Станислава 3-й степени, золотой медалью «За усердие» на Андреевской ленте и серебряной медалью «В память царствования императора Александра III». После Октябрьской революции Михаил Иванович некоторое время работал секретарём транспортного управления губернского ведомства снабжения и заготовок. Данишевские, предки Риммы по материнской линии, были выходцами «из солдатских детей», а дядя Риммы Фёдор Никанорович служил в Русской императорской армии и имел звание подполковника. У Риммы был старший брат Владимир, который окончил 1-ю мужскую классическую гимназию и Харьковский университет; стал врачом-рентгенологом, в дальнейшем работал в Ленинграде по основной специальности и получил звание заслуженного врача РСФСР. Родители Риммы дожили до 1920-х годов и были похоронены на одном из городских кладбищ Ставрополя. У Елены Никаноровны была родная сестра Полина Никаноровна, внук которой — Виктор Валерьевич Огарёв — преподавал в Ставропольской средней школе № 1 (бывшая Ольгинская гимназия).
По свидетельствам, примерно с 2 лет Римма начала заучивать молитвы, небольшие стихотворения и сказки. Много играла как с мальчиками, так и девочками; на вопросы взрослых о том, кем она хочет стать, Римма отвечала: «Солдатом!». В 1902 году она поступила в Ольгинскую женскую гимназию, которая предназначалась для девочек из семей мелких чиновников и мещан (хотя там в своё время училась и будущая советская писательница Ольга Форш, которая была дочерью генерала Д. В. Комарова). Римма являлась не только одной из лучших учениц в классе, но и очень общительным человеком, став всеобщей любимицей. С 1905 года училась в азбучном I классе гимназии и выпустилась из неё в 1913 году, окончив 8 классов (семь основных и один дополнительный). Известно, что за несколько дней до выпуска имел место следующий случай: Римма с подругами гуляла в Архиерейском лесу около пруда (нынешнее Комсомольское озеро), но внезапно один юноша поскользнулся и упал с подмостков в воду. Из всей компании только Римма осмелилась прыгнуть в воду и сумела спасти тонувшего.
В июне 1912 года после успешно сданных экзаменов VII класса гимназии со средним баллом 4,28 Римма окончила полный курс учения в женской гимназии и получила звание учительницы начальных классов с правом заниматься обучением и на дому. В августе того же года она поступила в VIII дополнительный класс для специального изучения математики, окончив его в июне 1913 года с отличными оценками и получив звание домашней учительницы. После гимназии Римма собиралась продолжить образование на высших экономических курсах в Санкт-Петербурге, но родители уговорили её отложить поездку на год. Два месяца Римма гостила у своего дяди по материнской линии, подполковника Ф. Н. Данишевского из 76-го пехотного Кубанского полка, а в ноябре вернулась домой, устроившись в конце декабря 1913 года учительницей в 9-е Земское училище села Петровское Благодарненского уезда Ставропольской губернии. Хотя училище на тот момент не имело своего помещения, Римма взялась за работу с большим энтузиазмом, сделав его одним из лучших во вссей губернии. Отзывы о работе молодой учительницы были прекрасными: председатель Благодаринской земской управы Г. Мальцевский отмечал, что хотя училище начало работать только 1 февраля 1914 года, за два с лишним месяца Римма добилась выдающихся успехов со своими учениками.

## Первая мировая война

### Отъезд на фронт
20 июля 1914 года был издан Высочайший манифест о начале Первой мировой войны. Римма бросила работу учительницы и вернулась в Ставрополь. На фоне начавшейся мобилизации она изъявила желание отправиться на фронт, но получила категорический отказ от родителей. Они заявили, что если дочь попытается сбежать на фронт, то обратятся в полицию, чтобы та «под конвоем возвратила домой» Римму. Выходом для Риммы стали открывшиеся курсы сестёр милосердия в городе: она поступила на краткосрочные курсы, организованные Губернским земским комитетом помощи больным и раненым воинам вместе со Ставропольским местным управлением Российского общества Красного Креста. Об открытии курсов было объявлено 24 июля, а занятия начались 29 июля; всего на них записася 81 человек. Римма училась в группе из 33 человек под руководством врача Акимова, в которой состояли представительницы многих известных семейств — в том числе Елена Мовилло, дочь губернатора Ставрополья Б. М. Янушевича; дочь генерала П. А. Мачканина; дочь купца Алафузова; двоюродная племянница вице-губернатора Ставрополья Г. Д. Шервашидзе и другие. В соответствии с постановлением Ставропольской губернской земской управы от 7 сентября 1914 года Римма Иванова была направлена сестрой милосердия в Ставропольский епархиальный госпиталь № 2, а 20 ноября получила свидетельство об окончании курсов под номером 620 и успешной сдаче экзаменов в особой испытательной комиссии.
В лазарете она исполняла обязанности операционной сестры, оказывая всю необходимую помощь раненым: с 18 октября 1914 года их поток вырос в связи с начавшимися боевыми действиями между Россией и Турцией. Многие из раненых, за которыми ухаживала Римма, позже отправляли ей многочисленные письма с благодарностями. Тем не менее, Римму не удовлетворял факт работы в тылу армии, и она хотела попасть на передовую, тем более что в начале 1915 года верховный начальник санитарной и эвакуационной части принц Александр Ольденбургский призвал направлять сестёр милосердия на передовую, чтобы те оказывали помощь раненым. 17 января 1915 года Римма Иванова отправилась в действующую армию на Кавказский фронт, чтобы принять участие в боевых действиях, и 25 января прибыла в обоз 1-го разряда при 83-м пехотном Самурском полку. Полк входил в состав 21-й пехотной дивизии 3-го Кавказского армейского корпуса и до войны квартировал в Ставрополе, а Римма неоднократно посещала его музей и пользовалась книгами из полковой библиотеки: по мнению историка Вячеслава Бондаренко, именно это повлияло на выбор Риммой полка для службы.
Прибыв в полк, Римма встретилась с командиром полка, генерал-майором Казимиром Стефановичем, а затем с его разрешения переоделась в солдатское платье. В личном составе полка она изначально числилась под мужским именем Римма Михайлович Иванов. В связи с этим фактом многие авторы позже писали, что Римма пыталась тем самым скрыть своё происхождение от солдат и что бойцы Самурского полка долгое время об этом не знали. Однако историк Н. Д. Судавцов называет подобные утверждения несостоятельными. Римма настойчиво добивалась от командира разрешения направить её на передовую, и в итоге командование назначило её служить при тыловом перевязочном пункте с правом бывать на передовой: изначально она числилась добровольцем-санитаром, а затем стала фельдшером. В письме домой, датируемом 9 марта 1915 года, Римма описала родителям причины своего отъезда на фронт:

Причины моего поступления в армию. Вот вам фраза солдатика: «Мы на нашу сестрицу надеемся, дай Бог ей здоровья, чтобы она с нами была». А почему? Потому что здесь нужны руки, что здесь нужна скорая помощь. О ласке сестры. Думаете, что здесь она не необходима? Ещё как!.. Господи, как хотелось бы, чтобы вы поуспокоились. Да пора бы уже. Вы должны радоваться, если любите меня, что мне удалось устроиться и работать там, где я хотела… Но ведь не для шутки это я сделала и не для собственного удовольствия, а для того, чтобы помочь. Да дайте же мне быть истинной сестрой милосердия. Дайте мне делать то, что хорошо и что нужно делать… Но вы не беспокойтесь: наш перевязочный пункт не подвергается обстрелу… Мои хорошие, не беспокойтесь ради Бога. Если любите меня, то старайтесь делать так, как мне лучше… Вот это и будет тогда истинная любовь ко мне. Жизнь вообще коротка, и надо прожить её как можно полнее и лучше. Помоги, Господи! Молитесь за Россию и человечество.

### Служба в пехотном полку
В феврале 3-й Кавказский корпус, который был частью 12-й армии и в который входил 83-й пехотный полк, перешёл в наступление на территории Польши. В ходе этих боёв Римма работала в перевязочном пункте, оказывая помощь раненым под артиллерийским и пулемётным огнём. 3-й корпус сумел отбросить силы 8-й германской армии, нанеся большой урон немцам, но и русская армия понесла большие потери: по состоянию на 23 февраля 1915 года в ротах самурцев оставалось по 10 человек, что составляло около 4 % от требуемого комплекта. В письме домой Римма сообщала родителям, что её намерены представить «за дела 23—25 февраля» высокой награде — Георгиевской медали на Георгиевской ленте. Первую награду (Георгиевскую медаль IV степени) Римма получила в боях за вынос с поля боя раненого прапорщика Гаврилова, а вторую (Георгиевскую медаль III степени) — за спасение прапорщика Соколова и восстановление повреждённой линии связи. Самурцы буквально обожали свою медсестру и считали её своим талисманом.
Ещё один подвиг Риммы датируется 23 апреля 1915 года и был описан военным журналистом полковником Д. Н. Логофетом в журнале «Разведчик». В тот день на перегоне Стражок русская подрывная команда занималась подрывом моста через реку Вислок с целью недопущения продвижения сил противника. В разгар работ по команде открыли огонь из пулемётов и винтовок австрийцы, находившиеся на противоположном берегу: раненые пытались отползти к стоявшему рядом поезду, но им никто не осмеливался помочь. Внезапно из вагона выскочила сестра Иванова, которая поспешила к мосту и вытащила одного из раненых, а затем её примеру последовала другая сестра вместе с двумя нижними чинами. Всех раненых удалось эвакуировать, никто из помогавших им людей не пострадал. Всего за время своей службы в 83-м полку Римма вытащила из-под огня противника более 600 раненых. Есть сведения, что в одном из боёв Римма была ранена, но скрыла этот факт от родителей.

### Отпуск и возвращение
В расположении 83-го пехотного Самурского полка Римма находилась с января по 26 июня 1915 года. Родители обращались к ней в письмах с просьбой взять отпуск и хотя бы на время приехать домой, и девушка согласилась. Она получила соответствующее удостоверение от командующего 83-м пехотным полком генерал-майора Стефановича, в котором говорилось, что Римма бесперебойно работала на передовых перевязочных пунктах, постоянно находясь под вражеским огнём, и ею руководило «лишь одно горячее желание прийти на помощь раненым защитникам Царя и Родины». В том же удостоверении упоминалось, что за свой самоотверженный труд Римма Иванова была представлена к награждению Георгиевскими медалями IV И III степеней. Прощавшиеся с Риммой солдаты 3-го батальона вручили сестре милосердия письмо с благодарностями за спасённые жизни личного состава полка: его подписал командир батальона прапорщик Сахаров. Покинув полк 30 июня, в июле Римма вернулась в Ставрополь, чтобы навестить болевшего отца.
Всё время, пока она находилась дома, ей поступали письма с фронта с сообщениями о гибели или ранении кого-то из солдат: в частности, сообщалось о гибели прапорщика Сахарова, подписавшего благодарственное письмо. Скучавшая по однополчанам Римма снова заявила родителям о своём желании вернуться на фронт. Те попытались её отговорить, ссылаясь на то, что в армии уже служил полковым врачом её старший брат Владимир, а дядя Риммы Фёдор Никанорович был тяжело контужен. Они предлагали дочери устроиться работать в госпиталь в Ставрополе, но Римма осталась непреклонна. 15 августа 1915 года она села на поезд в Ставрополе и отправилась в Киев, где ей должны были оформить документы и направить в армию. Изначально она собиралась вернуться в тот же 83-й полк, нёсший службу на территории нынешней Белоруссии, однако по пути она заглянула в расположение 105-го Оренбургского пехотного полка, где служил её старший брат. Владимир добился того, чтобы Римма продолжила службу в его полку, и 19 августа она формально была зачислена в 105-й полк. Девушка согласилась служить в полку под начальством брата при условии, что ей разрешат выезжать на передовую линию: после двух суток переговоров ей разрешили служить на этих условиях. Она была назначена фельдшером 10-й роты.
Полк входил в состав 27-й пехотной дивизии 31-го армейского корпуса и воевал на полесском участке Западного фронта. С августа 1915 года Русская императорская армия вела оборонительную операцию, известную как Свенцянский прорыв: войска наносили беспрерывно контрудары по наступавшим частям германской армии. В частности, в районе Пинска в наступление перешёл 31-й армейский корпус генерала П. И. Мищенко, в составе которого был и 105-й пехотный Оренбургский полк. Операция увенчалась успехом, позволив отбросить назад немцев. За время службы в составе 105-го пехотного полка она была удостоена Георгиевского креста IV степени (так называемого «солдатского Георгия») за спасение одного из раненых командиров полка, полковника А. А. Граубе. Всего за отвагу при спасении раненых она была удостоена двух Георгиевских медалей IV и III степеней, к награждению которыми была представлена 26 июня 1915 года, и Георгиевского креста 4-й степени. По оценкам Ю. Н. Христинина, всего за время своей службы Римма эвакуировала с поля боя более 800 раненых.

## Подвиг и гибель
Под адский шум и визг носилась смерть над боем,

Ища все новых жертв; рекой струилась кровь,

Стон, крики и «ура» сплошным сливались воем.

И только по полю святая шла Любовь.

Шла женщина без страха и сомненья,

Склоняясь к страждущим, и нежною рукой

Спешила облегчить великие мученья

Иль лаской проводить страдальца на покой…
Начало стихотворения «Памяти Риммы Михайловны Ивановой». Автор — офицер 105-го Оренбургского полка
Своё последнее письмо Римма отправила от своего имени и от имени брата 8 сентября 1915 года, сообщив: «Чувствуем себя хорошо! Сейчас спокойно. Не беспокойтесь, мои родные. Целуем. Римма. 8.IX.15». В тот день 105-й пехотный полк отличился в нескольких боях: в частности, ими были освобождены от немцев сёла Речки и Лыща, взяты пленные и захвачены несколько пулемётов. На следующий день, 9 сентября 1915 года на окраине деревни Мокрая Дубрава бойцы 105-го полка готовились к контратаке. Ситуация осложнялась для них зарядившим дождём и артиллерийскими обстрелами, которые с утра вели немцы. В полковой лазарет поступали раненые, но и под огнём противника Римма продолжала оказывать помощь пострадавшим бойцам. 10-я рота полка находилась, согласно сообщениям газет того времени, «в центре германского обхвата и выдвинута была более других рот», поэтому несла более тяжёлые потери, чем другие части. Расчёт командования был на то, что в результате одного быстрого удара удастся опрокинуть противника на каком-то одном участке, заставить немцев уступить окоп и затем подавить их сопротивление на флангах. В цепи наступавших находилась и Римма: по некоторым свидетельствам, брат безуспешно пытался отговорить её идти в атаку.
Перешедшая в наступление 10-я рота попала в засаду: по ней открыли огонь замаскированные немецкие пулемётные расчёты. В результате обстрела погибли все офицеры 10-й роты вместе с её командиром. Тела погибших офицеров доставили в перевязочный пункт, где находилась Римма, а остававшиеся на тот момент в живых бойцы впали в панику и начали отступать. В критический момент Римма выбежала из перевязочного пункта, невзирая на призывы вернуться обратно. Окликнув оставшихся бойцов 10-й роты, она пошла вместе с ними в атаку на вражеские позиции, фактически возглавив её и поведя за собой солдат. Вдохновлённые Риммой, в атаку пошли бойцы не только 10-й роты, но и соседних 9-й и 11-й рот.
В ходе контратаки солдаты взяли и первую, и вторую, и третью линию окопов, сумев в итоге занять полностью 3-ю группу немецких окопов. Однако в ходе штурма второй линии окопов Римма была смертельно ранена — разрывная пуля попала ей в бедро с правого бока, раздробив кости и разорвав мускулы. По словам Николая Судавцова, в этот момент кто-то из бойцов крикнул «Убили сестричку!»; некоторые свидетели сообщали, что умиравшая Римма успела прошептать: «Боже, спаси Россию». Смерть девушки была зафиксирована примерно в 9 часов вечера. На следующий день, 10 сентября погибшую отпевали в церкви села Доброславка, отпевание провёл священник 105-го Оренбургского полка.

## Награждение орденом Святого Георгия посмертно
Потрясённые подвигом и героической смертью Риммы, офицеры и нижние чины 105-го полка подали ходатайство в Георгиевскую думу Западного фронта о представлении сестры милосердия посмертно к ордену Святого Георгия IV степени. Просьбу поддержало не только командование 27-й пехотной дивизии, но и командир 31-го армейского корпуса генерал Мищенко. Тем не менее, ни командир дивизии, ни командир корпуса не имели полномочий для награждения Риммы этим орденом, поскольку он мог быть предназначен только для офицеров или генералов, а у Риммы вообще не было воинского звания. Иные сёстры милосердия, совершавшие героические подвиги, могли награждаться только Георгиевскими крестами. Тем не менее, 17 сентября 1915 года указом императора Николая II в виде исключения Римма Михайловна Иванова была посмертно награждена орденом Святого Георгия IV степени.
Римма стала третьей женщиной, награждённой орденом Святого Георгия за 150 лет его существования; второй подданной Российской империи, отмеченной этой наградой; и единственной женщиной, удостоенной этого ордена посмертно. Первым человеком, награждённым этим орденом, и первой женщиной-кавалером в его истории стала императрица России Екатерина II, учредившая орден Святого Георгия в 1769 году и возложившая на себя знаки I степени ордена. Второй женщиной-кавалером стала королева-консорт Обеих Сицилий Мария София Амалия, удостоенная ордена Святого Георгия IV степени за мужество, проявленное во время осады крепости Гаэта в 1861 году. Однако королева так и не получила этот орден, поэтому никогда его и не носила. Командир 31-го армейского корпуса генерал-адъютант П. И. Мищенко направил ставропольскому губернатору 21 сентября 1915 года телеграмму с сообщением о подвиге Риммы, её гибели и последующем награждении:

Государь Император 17 сентября соизволил почтить память покойной сестры милосердия Риммы Михайловны Ивановой орденом Святого Георгия 4-й степени. Сестра Иванова, невзирая на уговоры полкового врача, офицеров и солдат, всегда перевязывала раненых на передовой линии под страшным огнём, а 9 сентября, когда были убиты оба офицера 10-й роты 105-го Оренбургского полка, собрала к себе солдат и, бросившись вперед вместе с ними, взяла неприятельские окопы. Здесь она была смертельно ранена и скончалась, оплакиваемая офицерами и солдатами. Корпус с глубоким огорчением и соболезнованием свидетельствует уважение семье покойной, вырастившей героиню — сестру милосердия. О чём прошу сообщить родителям и родным, жительствующим на ул. Лермонтовской, 28.
— Командир 31-го армейского корпуса генерал-адъютант Мищенко
18 сентября 1915 года газета «Русский инвалид» со ссылкой на Петроградское телеграфное агентство первой сообщила о подвиге и смерти Риммы Ивановой. Первоначально в этом сообщении и ряде других документов (в частности, в сообщении генералу Эверту от 18 сентября 1915 года) имя девушки давалось с ошибкой — Мирра Михайловна Иванова. Эту ошибку подхватил и британский журнал The War Illustrated, передавший имя сестры милосердия как Mirra Miksailovitch Ivanoff. Позже ошибку в документах исправили, указывая во всех последующих документах Римма Михайловна Иванова: об ошибке указал первым губернатор Ставропольской губернии Бронислав Янушевич.

## Похороны
Известие о гибели Риммы достигло Ставрополя 20 сентября. В своём письме губернатор Янушевич обратился к командиру 31-го армейского корпуса генералу Мищенко с просьбой разрешить похоронить девушку в родном Ставрополе, и эту просьбу генерал удовлетворил. По запросу солдат полка был подготовлен специальный вагон, в котором тело погибшей Риммы нужно было доставить домой. Брату Риммы, полковому врачу Владимиру Михайловичу Иванову, выдали специальное удостоверние, разрешавшее ему доставить тело сестры в Ставрополь. На тупиковых линиях вагон с гробом при первой же возможности прицепляли к следующему эшелону и отправляли дальше. Ставропольцев предварительно оповестили о прибытии поезда с телом погибшей. 24 сентября в 10 часов вечера гроб с телом был доставлен в Ставрополь: множество жителей Ставрополя собрались на вокзале, чтобы встретить павшую землячку и проводить её в последний путь. Среди них были не только родители Риммы, но и её бывшие учителя и воспитатели, подруги по гимназии и сёстры милосердия, с которыми Римма служила в госпиталях. На траурной церемонии присутствовали епископ Михаил, губернатор Ставропольской губернии Бронислав Янушевич, представители города и земства, военных и гражданских властей, воспитанники средне-учебных заведений и старших отделений начальных училищ и многие другие люди.
Утром 25 сентября на вокзале в Ставрополе была отслужена первая панихида, а затем началась собственно церемония прощания при участии нескольких тысяч людей. Траурная процессия двигалась под печальный перезвон колоколов во всех церквях города, проследовав от железнодорожного вокзала по Николаевскому проспекту, затем по Воронцовской улице мимо Ольгинской гимназии, по Романовской улице мимо 1-й мужской гимназии и к Лермонтовской улице, к дому родителей Риммы.. В ходе процессии были совершены две литии — у Ольгинской гимназии, где хор гимназисток исполнил траурный марш «Два мира», и у дома родителей Риммы. Шествие проследовало к храму Святого апостола Андрея Первозванного (Андреевской церкви), где архиепископ Ставропольский Агафодор отслужил божественную литургию. На ночь гроб установили в храме, а уже на следующий день, 26 сентября прошли похороны на кладбище у храма. По словам свидетеля похорон А. А. Лесюиса, приводимым писателем Юрием Христининым, могила Риммы располагалась слева от входа на подворье и была третьей или четвёртой от часовни имени Светланы Стояновой. На могиле был установлен простой деревянный крест с надписью «Здесь покоится прах Риммы». В прощальном слове протоиерей Симеон Никольский даже сравнил подвиг Риммы с подвигом Жанны д’Арк, назвав погибшую сестру милосердия «Ставропольской девой». Гроб в землю опускали под звуки оружейного салюта.
5 октября 1916 года губернатор Янушевич передал архиепископу Ставропольскому Агафодору орден Святого Георгия IV степени, который поручил вручить родителям Риммы, Михаилу Павловичу и Елене Никаноровне. Всего на могилу Риммы было возложено около 50 венков с разными надписями. Один из них — серебряный венок, перевитый Георгиевской лентой — был прислан великим князем Николаем Николаевичем и возложен на могилу 12 октября 1915 года. Спустя 40 дней после смерти Риммы, 18 октября через 40 дней после смерти Риммы, в Андреевской церкви Ставрополя архиепископ Ставропольский Агафодор совершил заупокойную литургию, а епископ Александровский Михаил совершил панихиду в храме и краткую литию на могиле сестры милосердия.

## Увековечивание памяти в Российской империи

### Официальные мероприятия
25 сентября 1915 года V чрезвычайное Ставропольское губернское земское собрание постановило учредить стипендию имени Риммы Михайловны Ивановой при Ставропольской фельдшерско-акушерской школе и присвоить имя Риммы Ивановой стипендии губернского земства в Ольгинской гимназии. Это же собрание постановило заказать 20 тысяч листовок с портретом Ивановой, биографией и описанием подвига для раздачи их населению и ещё 3 тысячи аналогичных листовок для размещения в волостных правлениях, библиотеках и читальных залах. Благодарненское уездное земское собрание постановило присвоить имя Риммы Ивановой начальной школе в селе Петровском, в которой она преподавала до войны. 20 сентября 1915 года руководство Ольгинской гимназии приняло решение установить на стене гимназии мраморную доску с биографией и описанием подвига Риммы Ивановой.
В губернии велись разговоры об установке памятника героине в Ставрополе. В частности, всё то же Ставропольское губернское земское собрание предложило выделить 3 тысячи рублей на установку отдельного памятника — предполагалось, что его установят на Крепостной горке. На случай необходимости сооружения надгробного памятника на могиле Риммы Ивановой у Андреевской церкви было выделено место. Имя самой Риммы было увековечено на памятнике героям Великой войны, открытом 16 июня 1916 года в Вязьме. В Земском госпитале № 2 на средства членов ссудно-учётного комитета при местном отделении Государственного банка была оборудована койка, которой было присвоено имя Риммы Ивановой; койку освятили 22 ноября 1915 года после панихиды, проведённой епископом Михаилом.

### Произведения искусства
В газетах публиковались посвящённые подвигу Риммы стихи за авторством разных людей, среди которых упоминались подпоручик 89-го пехотного Беломорского полка А. И. Семёнов, житель Екатеринослава А. Осинский, преподаватель Ставропольской духовной семинарии отец И. Понятовский, священник А. В. Щеглов и жительница Ставрополя А. И. Тымчук. Компания «Экстрафон» выпустила пластинку «Подвиг Риммы Ивановой»; композитором В. Ф. Беккером был написан вальс «Жизнь за Родину», посвящённый Римме Ивановой. Протоиерей Симеон Никольский выпустил в 1916 году в свет брошюру «Памяти героини долга сестры милосердия Риммы Михайловны Ивановой», в которой были представлены все документы, письма, официальные выступления и газетные публикации, посвящённые жизни и подвигу Риммы Ивановой. Тогда же зазвучали предложения и о возможном причислении Риммы к лику святых Русской православной церкви. При этом известно, что солдаты, которых Римма спасала на поле боя, действительно называли девушку «святой Риммой».
Подвиг Риммы Ивановой вдохновил русского художника Илью Репина на создание иллюстрации на эту тему к поэтическому сборнику «Грозный год» Владимира Гиляровского, вышедшему в 1916 году. При этом поначалу Репин не был уверен, что сможет справиться с задачей. Первый акварельный рисунок Репина на тему подвига Ивановой получил название «Сестра — в атаку»: на нём была изображена сестра милосердия, державшая в руках винтовку со штыком и возглавлявшая атаку; на левом рукаве была изображена повязка с красным крестом. Эта картина стала иллюстрацией к стихотворению «Великая годовщина», которое появилось ещё до подвига Ивановой. Однако в дальнейшем Репин решил полностью перерисовать картину: обновлённый вариант под названием «В атаку с сестрой» был представлен на выставке в Москве на Большой Никитской в декабре 1915 года, а затем в Петрограде в январе 1916 года. При создании нового варианта картины художнику позировали солдаты из взвода охраны железной дороги на станции Куоккала. Однако эту картину разгромили критики, назвав «пошлой» и «грязно написанной». В 1917 году Репин создал третий и окончательный вариант картины — «Медсестра вместе с солдатами идёт в атаку» (холст, масло), которая выставлялась в Русском музее Петрограда; известно, что в 2006 году картину выкупили на аукционе в Нью-Йорке, после чего её след потерялся. Доподлинно неизвестно, с кого рисовал Репин сестру милосердия: предполагается, что он срисовывал её с фотографий в газетах и журналах того времени.
Два рисунка с изображением подвига Риммы Ивановой выполнил будущий руководитель батальной мастерской ЛИЖСА имени И. Е. Репина Рудольф Френц. Его авторству принадлежат «Подвиг юной сестры милосердия Риммы Ивановой» (экспонат Военно-медицинского музея Санкт-Петербурга) и «Сестра милосердия Иванова» (экспонат Военно-исторического музея артиллерии, инженерных войск и войск связи Санкт-Петербурга). Оба выполнены в 1915 году на бумаге тушью и пером. Известно и о существовании акварельного рисунка Ивана Владимирова «Подвиг сестры милосердия», опубликованного в альбоме «Великая война и революция в картинах. 1914—1917», изданном в 1923 году.
- Константин Клевер. «Подвиг сестры милосердия Риммы Михайловны Ивановой». Обложка журнала «Заря» от 11 октября 1915 года (№ 39)
- Рудольф Френц. «Сестра милосердия Иванова» (1915)
- Обложка журнала The War Illustrated[англ.] от 23 октября 1915 года. На обложке картина с изображением подвига Риммы Ивановой
- Сергей Животовский. «Геройский подвиг сестры милосердия Риммы Ивановой» (1915)
- Максим Мартынов. «Портрет сестры милосердия Риммы Михайловны Ивановой» (1915)
- Максим Мартынов. «Портрет сестры милосердия Риммы Михайловны Ивановой» (1916)
- Илья Репин. «В атаку с сестрой» (1917)

### Скандалы
По мнению писателя Юрия Христинина, командование всячески пыталось скрыть факт подвига, совершённого Риммой. В немецких газетах был опубликован протест председателя Немецкого Красного Креста генерала Пфюля. Ссылаясь на конвенцию о нейтралитете медицинского персонала, он решительно заявлял, что «сёстрам милосердия не подобает на поле боя совершать подвиги». Тем самым Пфюль пытался доказать, что действия Ивановой попадали под нарушение Гаагской конвенции 1907 года. Однако Международный Красный Крест, рассмотрев протест немцев, отклонил его, не обнаружив каких-либо недопустимых действий со стороны Риммы. Больше года спустя газета «Русское слово» (выпуск от 3 июля 1916 года), напомнив о совершённом Риммой подвиге, публично обвинила Немецкий Красный Крест в лицемерии, поскольку тот осуждал действия русской сестры милосердия, но закрывал глаза на любые нападения немцев на госпитальные суда, санитарные поезда и перевязочные пункты, а также на убийства сестёр милосердия и полевых медиков. Всё тот же Христинин в повести-хронике «Сестра милосердия» утверждал, что несмотря на искреннее прославление народом подвига Риммы Ивановой, на её имени началась откровенная спекуляция при участии некоторых церковников и монархистов. В повести он выводил начальника штаба Верховного главнокомандующего генерала Михаила Алексеева как инициатора этой спекуляции. Там же он утверждал, что некоторые люди, прикрываясь своим знакомством с Риммой или иными связями, пытались что-нибудь выпросить у отца Риммы, но Михаил Павлович наотрез отвергал их просьбы как кощунственные.
Наиболее крупный скандал прогремел в ноябре 1915 года, когда по заказу военного ведомства был снят фильм «Героический подвиг сестры милосердия Риммы Михайловны Ивановой. Военная драма в трёх частях», режиссёром которого был Александр Варягов. Главную роль исполнила актриса Порецкая. Фильм показывали в кинотеатре «Биоскоп». Первые зрители отзывались о фильме с пренебрежением, утверждая, что вся картина представляла собой «грубый балаганный фарс» и вызывала только смех, но не патриотические чувства. Согласно отзывам первых зрителей, главная героиня носила белый апостольник с передником и туфли на высоком каблуке, в которых бегала по полю, размахивая саблей, и при этом старалась не растрепать модную причёску. Прочитав одно из таких писем, родители Риммы Михаил Павлович и Елена Никаноровна решили сами посмотреть фильм и остались крайне недовольны показанным. 29 декабря 1915 года, на следующий день после просмотра фильма, Михаил Павлович обратился к губернатору с требованием запретить показ фильма в губернии, которое было выполнено немедленно, а также направил открытое письмо в местные газеты по поводу поднявшегося ажиотажа вокруг фильма. Он назвал картину «грубым фарсом», обвинив авторов фильма в грубом искажении образа его дочери и преступлениях «всех правил приличия и чести», и осудил поднявшийся ажиотаж вокруг имени Риммы, сказав, что она пошла на фронт не ради наград или родительских почестей, а «ради токмо родного народу». По поводу фильма стали поступать телеграммы и письма от возмущённых фронтовиков: однополчане Риммы даже пригрозили «отловить антрепренёра и заставить его съесть плёнку». В январе 1916 года товарищ (заместитель) министра внутренних дел С. П. Белецкий постановил изъять все копии фильма из проката и направил родителям Риммы письмо, в котором заверил их, что больше эту картину не будут показывать. Попытку переломить ситуацию предприняла актриса Порецкая, которая направила лично Михаилу Петровичу телеграмму с требованием отменить запрет и вернуть картину в кинотеатры, но получила отказ.

## Увековечивание памяти в России

### Могила
Могила Риммы не сохранилась до наших дней: причины и обстоятельства исчезновения досконально не установлены. По одной версии, достаточно распространённой, к уничтожению могилы Ивановой были причастны большевики, которые попутно разрушили и надгробия на могилах жертв «красного террора». По другой версии, выдвигаемой Христининым в повести «Сестра милосердия», могилу могли уничтожить в мае 1919 года по указанию архиепископа Митрофана, главы Высшего церковного управления Юго-Востока России, которое было избрано Юго-Восточным поместным собором Русской православной церкви, созванным А. И. Деникиным. Христинин писал, что в том месяце по указанию Митрофана на кладбище у Андреевской церкви были сровнены с землёй могилы людей, чьи биографии не внушали «полного политического и религиозного доверия», и нельзя было исключать, что среди срытых могли была и могила Ивановой.
В 1994 году надгробие на предполагаемом месте захоронения Риммы было восстановлено — в настоящее время на этом месте находится ограда Андреевского кафедрального собора. Восстановленное надгробие освятил митрополит Ставропольский и Владикавказский Гедеон. 22 сентября 2015 года в Ставрополе на территории храма Андрея Первозванного состоялась акция в память 100-летия со дня гибели Риммы Ивановой, в которой участвовали около 200 человек (после проведённой панихиды участники акции возложили цветы на могилу Риммы).

### Памятники
Выдвинутая в 1915 году идея установки памятника Римме Ивановой так и не была реализована из-за последовавших революций 1917 года, гражданской войны и установлении советской власти. В 2005 году газета «Ставропольская правда» заявила о необходимости открытия в Ставрополе памятника Римме с учётом её заслуг. 28 апреля 2014 года на месте гибели девушки в деревне Мокрая Дубрава Пинского района Брестской области Республики Беларусь был открыт мемориальный знак. На здании Церкви Троицы Живоначальной в селе Доброславка того же района, где состоялось отпевание сестры милосердия, была установлена мемориальная доска.
17 сентября 2016 года в рамках празднования Дня города Ставрополя и Ставропольского края состоялось открытие памятника Римме Ивановой на Аллее почётных граждан города. Ещё один памятник в городе Михайловске Ставропольского края был открыт 27 июня 2017 года. 27 июня 2018 года памятный бюст Риммы Ивановой открыт в Ставрополе на проспекте Октябрьской революции, у здания бывшей Ольгинской женской гимназии (ныне это здание занимает Ставропольская средняя школа № 1). На здании самой гимназии, где ныне находится школа-интернат для глухонемых детей, мемориальная доска была установлена ещё в 1994 году.
В июне 2019 года в Ставрополе был установлен памятник трём ставропольским медсёстрам — Юлии Вревской (героине русско-турецкой войны), Римме Ивановой (героине Первой мировой войны) и Матрёне Ноздрачёвой (героине Великой Отечественной войны). Именем Риммы Ивановой названа улица в 204-м квартале города Ставрополя.

### Театр и кино
В 2013 году киностудией «Беларусьфильм» и телекомпанией «ВоенТВ» был снят документальный фильм «Святая Римма» (авторы сценария — Вячеслав Бондаренко и Валерий Карпов, режиссёр — Валерий Карпов), посвящённый судьбе Р. М. Ивановой. Фильм был представлен 11 ноября 2013 года в рамках презентации книги «Герои Первой мировой» Вячеслава Бондаренко, состоявшейся в Академии управления в Минске. Премьера фильма состоялась в минском Доме Кино 5 февраля 2014 года сразу же после презентации книги Бондаренко «Двенадцать подвигов во славу Отечества», вышедшей в издательстве «Беларуская Энцыклапедыя», а 6 февраля фильм был показан в Ставрополе, на родине Риммы. В мае 2014 года этот фильм удостоился диплома Х Международного кинотелефестиваля «Победили вместе» (город Севастополь).
29 апреля 2019 года в ставропольском Дворце детского творчества состоялась премьера спектакля "Римма Иванова: «Ставропольская Жанна дʼАрк» в исполнении театра-студии «Слово», который участвовал в открытии бюста сестре милосердия у стен Ольгинской гимназии. В основу спектакля легли монография Н. Д. Судавцова «Римма Иванова: героиня Первой мировой войны», повесть Ю. Н. Христинина «Сестра милосердия» и книга протоиерея С. Никольского «Памяти героини долга». Режиссёром-постановщиком выступил директор театра-студии Евгений Пересыпкин, роль Риммы сыграли две актрисы — Лилия Яковлева и Анастасия Чернова.

### Прочее
Согласно заявлениям Ю. Н. Христинина, на 1994 год в литературном музее Ставрополя сохранились два снимка Риммы Ивановой. Несколько фотографий Риммы Ивановой и её родственников являются экспонатами Ставропольского краеведческого музея имени Г. Прозрителева и Г. Праве: ранее их бережно хранил у себя брат Риммы Владимир Михайлович.
26 февраля 2016 года Римма Михайловна Иванова была посмертно удостоена звания «Почётный гражданин города Ставрополь».

## Награды
- Орден Святого Георгия IV степени (17 сентября 1915[67][53], № 6969[47]), высочайшая грамота выдана в Петрограде 7 января 1916 года[120][53]
- Георгиевский крест IV степени[43]
- Георгиевская медаль III и IV степеней (представлена к обеим 26 июня 1915)[46]
- Почётный гражданин города Ставрополь (26 февраля 2016) — за героизм и беспримерную самоотверженность, проявленные в годы Первой мировой войны при защите Отечества[121].

## Комментарии
1. ↑  Мужское имя Римма со временем в русском языке стало женским[10].
2. ↑  Протоиерей Симеон Никольский приводил историю о том, как Римма однажды зашла в храм в солдатской форме и папахе, обнажив голову только по требованию полкового врача. Тот увидел, что перед ним в солдатской форме стояла девушка, и повелел ей остричься в тот же день, чтобы не смущать солдат[30]. Вячеслав Бондаренко утверждал, что Римма коротко остриглась ещё до своего отъезда на фронт[8]. Судавцов заявляет, что Римма не остригалась и явилась в женском платье командиру сразу же[11].
3. ↑  Согласно телефонограмме командира 105-го пехотного Оренбургского полка генералу В. С. Вейлю, за время службы в 83-м полку Римма была удостоена всего трёх Георгиевских медалей[35]. По мнению ставропольского краеведа Николая Блохина, Римма была отдельно удостоена Георгиевской медали II степени за восстановление повреждённой линии связи, получив Георгиевскую медаль III степени именно за спасение прапорщика Соколова[11].
4. ↑  Согласно документам, Владимир Михайлович Иванов был мобилизован в мае 1915 года из студентов Харьковского университета[41].
5. ↑  А. А. Граубе числился командиром полка по состоянию на 9 сентября 1915 года[44]; согласно приводимым в повести Юрия Христинина «Сестра милосердия» сведениям, в боях в Галиции погибли три предыдущих командира 105-го пехотного полка[45].
6. ↑  Нынешний Пинский район Брестской области Республики Беларусь[50].
7. ↑  По одной версии, Римма одёрнула отступавших бойцов криком «Куда же вы, здесь же раненые!» и пошла вместе с ними вперёд[54][55]. По другой версии, она повела солдат с криками, приводимыми в разных источниках как «Братцы, за мной!»[51][1], «Солдаты, за мной!»[2], «Вперёд, за мной!»[56][3] или просто «За мной!»[52][57][6].
8. ↑  В повести изменены имена некоторых действующих лиц: в частности, прапорщик Соколов, за спасение которого и за восстановление линии связи Римма получила вторую Георгиевскую медаль, носит фамилию Соловьёв[101].